# Чогюр Лингпа
Чогюр Лингпа или още Чогюр Дечен Лингпа (1829 – 1870) е Будистки лама от линията Нингма на Тибетския Будизъм и Тертон – „Откривател на скрити съкровища“ или Терма. Той е съвременник на учители като Джамянг Кхиенце Уангпо и Джамгон Конгтрул Лодро Тайе и заедно с тях важен радетел на движението Риме. Почитан е като един от най-важните Тертони на всички времена.
Счита се че Чогюр Лингпа е прераждане на принц Дамдзин, син на крал Трисонг Децен, като също преди това е бил и Сангдже Лингпа – друг велик Тертон, а и Нетен Чоклинг е между предишните му прераждания. Казва се че според предсказание на Падмасамбхава трите му деца ще са еманация съответно на Авалокитешвара, Манджушри и Ваджрапани, основните Бодхисатви „господари на фамилия“.